# Aconitum tamuranum
Aconitum tamuranum är en ranunkelväxtart som beskrevs av Lucien André Andrew Lauener. Aconitum tamuranum ingår i släktet stormhattar, och familjen ranunkelväxter. Inga underarter finns listade i Catalogue of Life.